# Lupinus concinnus
Lupinus concinnus är en ärtväxtart som beskrevs av Jacob Georg Agardh. Lupinus concinnus ingår i släktet lupiner, och familjen ärtväxter.

## Underarter
Arten delas in i följande underarter:
- L. c. concinnus
- L. c. optatus
- L. c. orcuttii

## Bildgalleri

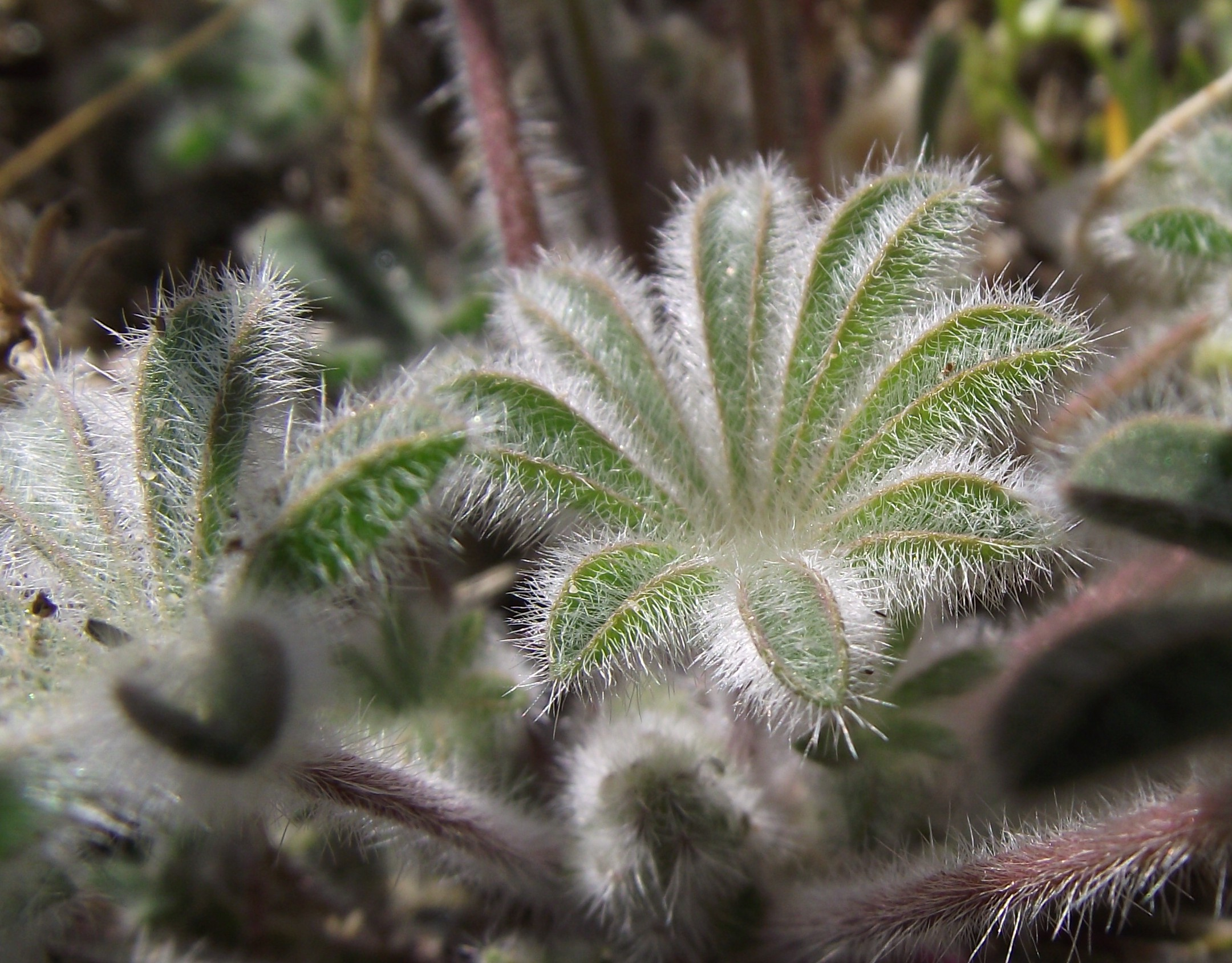